# Василики (Ласитион)
Василики́ (греч. Βασιλική) — деревня в Греции, на Крите, в 22 километрах от Айос-Николаос и в 14 километрах от Иерапетра, в 3 километрах от Пахиа-Амос и побережья залива Мирабелон. Входит в общину (дим) Иерапетра в периферийной единице Ласитион в периферии Крите. Население 72 жителя по переписи 2011 года.
Рядом находится ущелье Ха.

## История

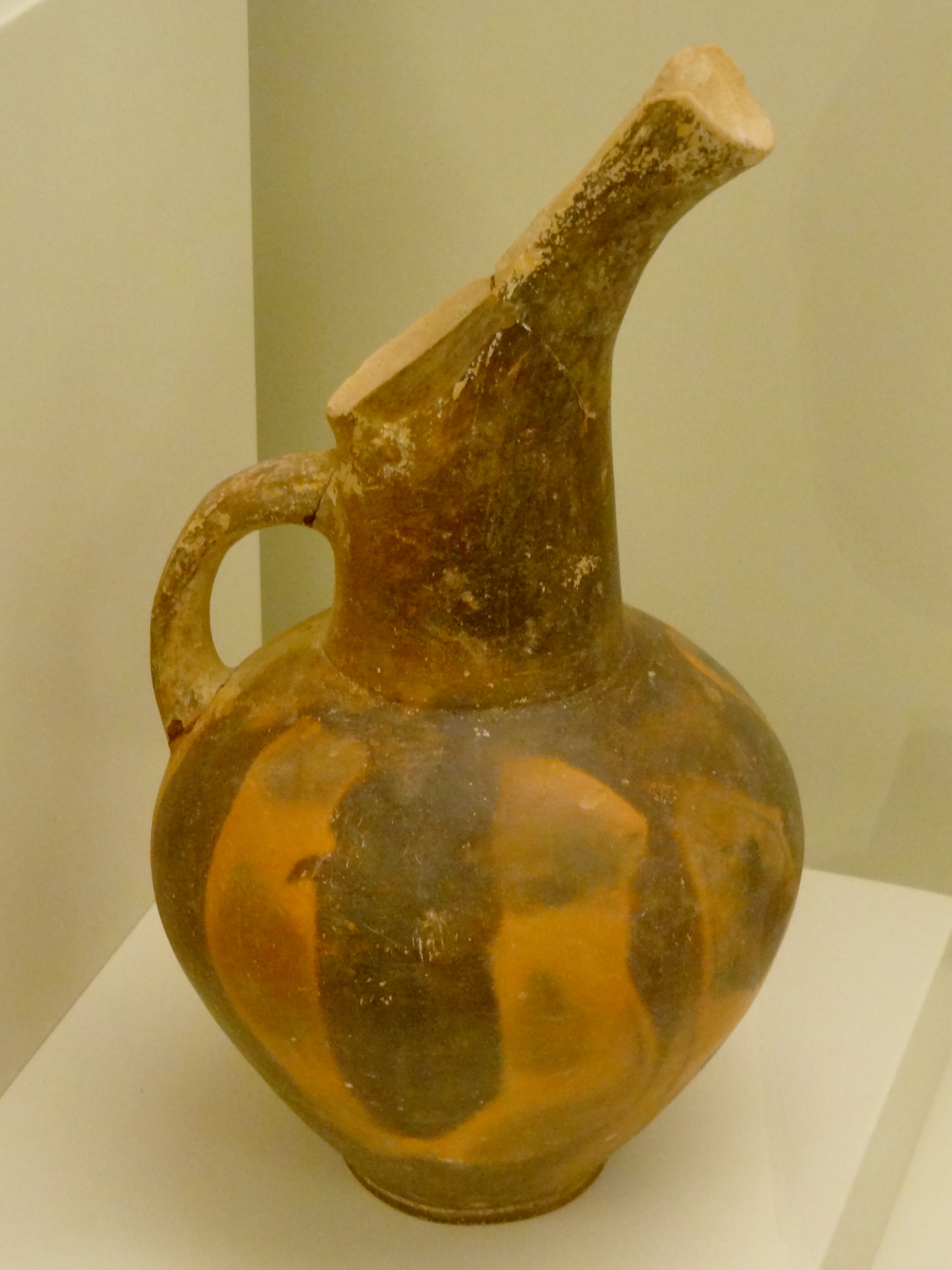
Сосуд из Василик. Додворцовый период, XXVI век до н. э.. Археологический музей Ираклиона

На холме в 400 метрах к юго-востоку от деревни обнаружено минойское поселение. Ранние постройки относятся к раннеминойскому периоду EM II (XXVII—XXVI вв. до н. э.), поздние — к позднеминойскому периоду LM IA (середина XVI века до н. э.). В 5 километрах к северу находился минойский город Гурнья. Найдены следы поселения римского периода.
Гончарные изделия из Василик раннеминойского периода РМ II с пестрым орнаментом, появляющимся в результате регулирования условий обжига, являются широко распространенной минойской керамикой, найденной в других местах южного и восточного Крита.
Раскопки проводил в 1904—1906 годах американский археолог Ричард Сигер (Richard Seager). В 1970—1982 годах и с 1990 года их продолжил Андонис Зоис (Αντώνης Ζώης).
Деревня впервые упоминается в 1671 году.

## Общинное сообщество Пахиа-Амос
В общинное сообщество Пахиа-Амос входят 4 населённых пункта. Население 846 жителей по переписи 2011 года. Площадь 20,657 квадратных километров.
| Наименование  | Население (2011), человек |
| ------------- | ------------------------- |
| Василики      | 72                        |
| Монастиракион | 16                        |
| Ксирокамбос   | 184                       |
| Пахиа-Амос    | 574                       |

## Население
| Год  | Население, человек |
| ---- | ------------------ |
| 1991 | 190                |
| 2001 | 131                |
| 2011 | ↘ 72               |